# Гранча
Гранча (італ. Grancia) — громада  в Швейцарії в кантоні Тічино, округ Лугано.

## Географія
Громада розташована на відстані близько 160 км на південний схід від Берна, 27 км на південь від Беллінцони.
Гранча має площу 0,6 км², з яких на 56,7% дозволяється будівництво (житлове та будівництво доріг), 3,3% використовуються в сільськогосподарських цілях, 36,7% зайнято лісами, 3,3% не є продуктивними (річки, льодовики або гори).

## Демографія
2019 року в громаді мешкало 463 особи (+0% порівняно з 2010 роком), іноземців було 28,9%. Густота населення становила 759 осіб/км².
За віковим діапазоном населення розподілялося таким чином: 17,5% — особи молодші 20 років, 64,4% — особи у віці 20—64 років, 18,1% — особи у віці 65 років та старші. Було 199 помешкань (у середньому 2,3 особи в помешканні).
Із загальної кількості 1021 працюючого 4 було зайнятих в первинному секторі, 109 — в обробній промисловості, 908 — в галузі послуг.